# Gordan Giriček
Gordan Giriček (* 20. Juni 1977 in Zagreb, SR Kroatien) ist ein ehemaliger kroatischer Basketballspieler.

## Karriere
Giriček begann seine Karriere bei KK Cibona Zagreb. Noch während seiner Zeit bei Cibona wurde Giriček beim NBA-Draft 1999 von den Dallas Mavericks an 40. Stelle ausgewählt, verblieb jedoch in Europa und schloss sich 2001 dem russischen Spitzenklub PBK ZSKA Moskau an. Bei diesem erzielte er in der Saison 2001/02 im Durchschnitt 22,9 Punkte in 18 Euroleague-Spielen. 2002 folgte der Wechsel in die NBA zu den Memphis Grizzlies, die mittlerweile seine Rechte besaßen. Noch während der Saison wurde er zu den Orlando Magic transferiert, wo er auf Anhieb viel Spielzeit bekam. Giriček spielte eine gute Rookiesaison und wurde in das NBA All-Rookie Second Team berufen. Nach einem weiteren Jahr in Orlando wurde Giriček für DeShawn Stevenson zu den Utah Jazz getauscht. Bei den Jazz spielte er fast vier Jahre, wo er meist als gefährlicher Dreierschütze von der Bank kam. Im Dezember 2007 wurde er nach einem Streit mit Trainer Jerry Sloan suspendiert und wenige Tage später für Kyle Korver zu den Philadelphia 76ers verkauft. Bei den Sixers wurde Giriček nach zwölf Spielen entlassen und schloss sich für den Rest der Saison den Phoenix Suns an. Danach erhielt Giriček kein Engagement in der NBA und kehrte nach Europa zurück. Er spielte für den türkischen Verein Fenerbahçe Ülker, den er im Mai 2010 wieder verließ. Im Dezember 2010 kehrte er zu Cibona zurück und beendete nach einer Saison seine Karriere.

### Nationalmannschaft
Giriček nahm mit der kroatischen Nationalmannschaft an den Europameisterschaften 1997, 1999, 2001, 2003 und 2005 teil. Bei den EM-Turnieren 2001 und 2003 war er jeweils zweitbester sowie 2005 bester Korbschütze seiner Mannschaft.